# Saw Maung
U Saw Maung (ur. 1928, zm. 1997) – birmański wojskowy i polityk, starszy generał, bliski współpracownik generała Ne Wina, wiceminister obrony od 1984 do 1985 wiceminister obrony, szef sztabu generalnego od 1985 do 1988, minister obrony od lipca do września 1988, kiedy to dokonał zamachu stanu. Od 18 września 1988 do 23 kwietnia 1992 stał na czele państwa jako przewodniczący Państwowej Rady Przywrócenia Ładu i Porządku (SLORC). Jednocześnie sprawował urząd premiera od 21 września 1988 do 23 kwietnia 1992.